# Steven Burns

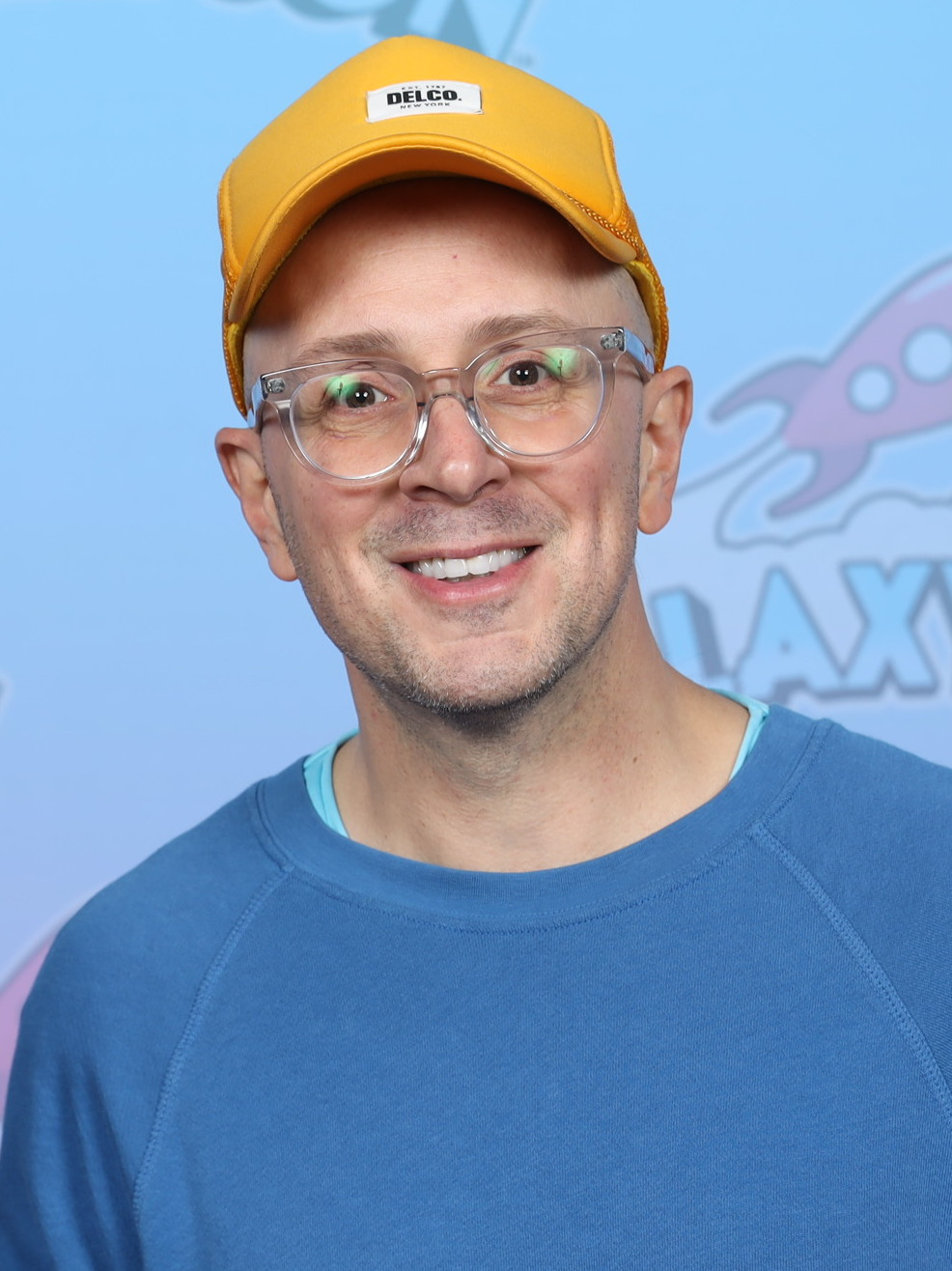
Steve Burns (2023)

Steven Burns (* 9. Oktober 1973 in Boyertown, Pennsylvania) ist ein US-amerikanischer Schauspieler, Entertainer und Musiker.

## Karriere
Dem breiten Publikum wurde Steven Burns ab 1996 mit der Kinderserie Blue’s Clues – Blau und schlau bekannt. 2002, nach sechs Jahren und über 100 Folgen Blue’s Clues – Blau & Schlau, gab Steven Burns bekannt, zum Jahresende die Rolle des Steve nicht weiter zu spielen, und ein Darstellerwechsel folgte zum Jahr 2003.
Als Musiker war er auf Tournee mit den Flaming Lips.

## Filmografie (Auswahl)
- 1995: Law & Order (TV-Serie, eine Folge)
- 1996–2006: Blue’s Clues – Blau und schlau (Blue’s Clues ) (TV-Serie, 118 Folgen)
- 1998: Homicide (Homicide: Life on the Street) (TV-Serie, eine Folge)
- 2004: Marie and Bruce
- 2007: Vampire Office – Büro mit Biss (Netherbeast Incorporated)
- 2008: Christmas on Mars
- 2019–2022: Blues Clues und Du (Blue’s Clues & You!) (TV-Serie, fünf Folgen)
- 2020–2022: Young Sheldon (TV-Serie, drei Folgen)
- 2022: Blues Abenteuer in der Großstadt (Blue’s Big City Adventure)

## Diskografie
- 2003: Songs for Dustmites
- 2009: Deep Sea Recovery Efforts